# 蠅叩き
蠅叩き（はえたたき）は、おもに屋内でハエやゴキブリなどの害虫を叩いて駆除する道具。

## 概要
虫を叩き潰す部分は広く平らな形状となっており、蠅叩きを振り下ろした際の風圧で小さな虫を吹き飛ばしてしまわないように網目状になっている。また、柄の部分は持ちやすいように細くなっている。樹脂製の製品では末端部（吊り下げ穴などが設けられる部分）に叩いた後の虫の死骸をつまむため、取り外し式の樹脂製のピンセットを内蔵しているものもある。
今は樹脂製のものが多いが、金属製のものもある。かつてはシュロ製で、「はえうち」や「はいうち」（福岡）ともいい、江戸時代慶長年間の『童蒙先習』には「直なる物。棕櫚……葉は蠅うちに」とある。

## ギャラリー

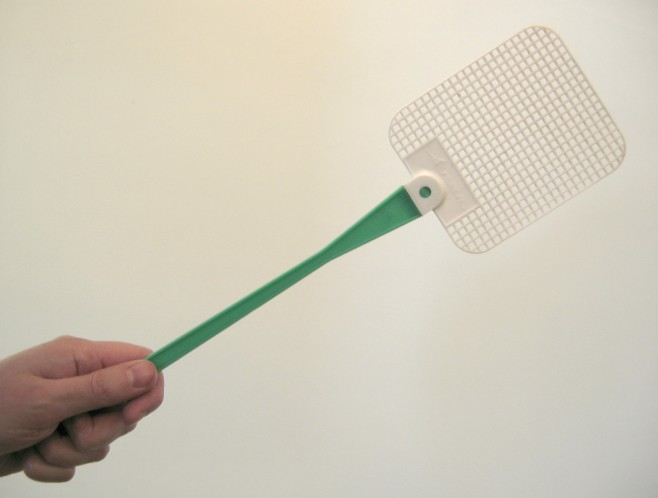
全体が樹脂製のもの
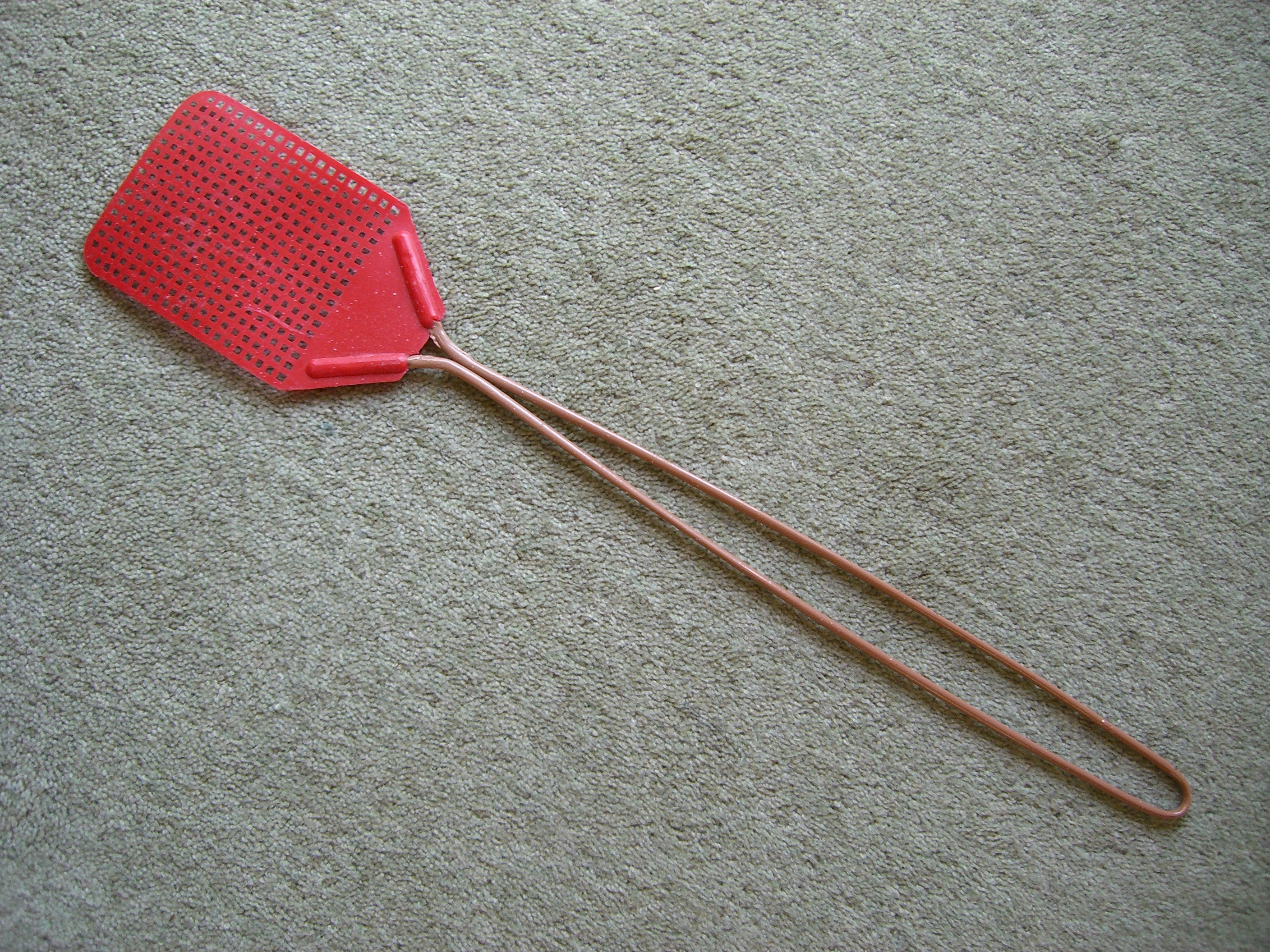
柄が金属製のもの

## 派生語
- 形が漢字の「甲」の字に似ていることから、昭和初期の学生が成績の甲乙丙の甲を表す隠語としても用いた[2]。
- 地上から敵航空機などを撃墜する対空兵器の俗称として、敵航空機などを蠅に見立てて「ハエたたき」と呼ぶことがある （87式自走高射機関砲など）。
- 鉄道趣味者の間では、昭和20年代に建設された線路脇の電柱に「ハエタタキ」の俗称を用いる。これは、多数の碍子を支えるために何本もの張り出しが存在する様子が蠅叩きに似て見えるためである。

## 類似品
蠅や蚊を叩き殺す類似の物に、電撃ラケットがある。小さなラケット状の柄部に電池を内蔵し、叩く部分（金属メッシュ）は通電部となっており、飛んでいる蠅や蚊へ振り下ろすことで通電部に接触させ、電気ショックで殺すというものである。